# Politique des énergies renouvelables
 (mars 2022).
Si vous disposez d'ouvrages ou d'articles de référence ou si vous connaissez des sites web de qualité traitant du thème abordé ici, merci de compléter l'article en donnant les références utiles à sa vérifiabilité et en les liant à la section « Notes et références ».
La recherche et le développement (R&D) dans le domaine des énergies renouvelables a été sévèrement entravée dans beaucoup de nations par l'attribution d'une fraction minuscule des budgets sur l'énergie, avec les sources d'énergie conventionnelles qui continuent à se tailler la part du lion.
D'après l'Agence internationale de l'énergie, seulement 7,7 % des aides publiques de R&D sont allées aux énergies renouvelables de 1987 à 2002. En Europe en 2001, 5,3 milliards d'euros ont bénéficié aux énergies renouvelables.

## Centralisation contre décentralisation
Fréquemment l'électricité d'origine renouvelable est désavantagée par les lois et réglementations de l'industrie de l'électricité qui privilégient les systèmes « traditionnels » de production à grande échelle à une production à une échelle plus petite et plus distribuée. Si la production d'énergies renouvelables et distribuées devait être répandue, les opérateurs d'énergie électrique ne seraient plus les distributeurs principaux d'énergie électrique mais, ne fonctionneraient que pour équilibrer les besoins en électricité. Ceux qui ont des surplus le vendraient aux secteurs en ayant besoin. Quelques gouvernements et régulateurs essayent de promouvoir ces techniques bien que beaucoup reste à faire. Une solution potentielle est l'utilisation massive de la gestion active des réseaux de transmission et de distribution d'électricité.

## Mécanismes de soutien des énergies renouvelables
Différents pays et régions ont utilisé une gamme de dispositifs pour encourager le développement d'une capacité en énergie renouvelable. Ils exploitent une gamme étendue de techniques. Une partie considérable des discussions parmi les politiciens, les universités et d'autres acteurs, notamment associatifs, s'oriente vers la conclusion que la combinaison des dispositifs est nécessaire pour que les buts des politiques des énergies renouvelables soient atteints.

## Tarifs d'achat (Feed-in Tariffs)

### Avantages
- Réduction des risques : les générateurs reçoivent un prix fixe pendant une période fixe, cela réduit le volume et les risques des investisseurs. De plus, les générateurs ne sont pas sujets au risque d'équilibrage alors que des compagnies de réseau sont obligées de prendre toute l'électricité. Cela réduit aussi le risque des régulateurs en comparaison avec d'autres dispositifs, une fois la centrale opérationnelle, le prix est garanti pendant une période future fixée.
- Efficacité dynamique : les différentes technologies se développent à différents niveaux. Si un gouvernement souhaite soutenir une nouvelle technologie, il peut offrir un tarif spécial à cette technologie, et la rapprocher ainsi du marché. Le réalisme suggère de fournir des avantages à long terme pour développer des technologies plus concurrentielles.
- Résultats prouvés : les dispositifs tarifaires ont été largement utilisés en Allemagne, au Danemark et en Espagne. Leur emploi a mené à des augmentations significatives des capacités en électricité renouvelable, en particulier dans l'énergie éolienne.

### Désavantages
- Prix élevé : avec le temps, le prix rigide signifie qu'il est difficile de transmettre les avantages de l'efficacité technologique accrue aux consommateurs. Au lieu de cela les avantages s'accroissent au niveau du propriétaire de l'installation de production, qui accède à des taux de rendement élevés. Une solution possible est la dégressivité, c'est-à-dire la réduction des tarifs avec le temps. Les réductions des tarifs doivent être transparentes pour assurer à l'investisseur une incertitude réduite au minimum, et il n'y a aucune garantie que les réductions suivront les améliorations réelles des technologies.
- Imprévisibilité : tandis que les mécanismes de tarif fixent le prix disponible aux producteurs d'énergie renouvelable, le niveau de la capacité est sujet au marché, c'est-à-dire il n'y a aucune manière de prévoir combien d'investisseurs seront attirés par la production, en fonction du prix proposé. Ceci signifie qu'il n'est pas possible de prévoir les coûts globaux du mécanisme dans le court ou le long terme. Ceci peut être problématique pour les gouvernements et les consommateurs contribuables.
- Équilibrage du réseau : les distributeurs sont contraints d'accepter aux heures de production toute l'électricité des producteurs d'énergie renouvelables, indépendamment de la demande d'électricité. Ceci peut mener à des problèmes d'équilibrage de réseau, et ceux-ci tendent à augmenter avec un niveau de production intermittente sur le réseau. Ceci augmente le risque de problèmes technologiques et augmente les coûts de l'opérateur de réseau.
- Marché prioritaire : les opérateurs de réseau sont obligés d'accepter toute l'énergie renouvelable, cela veut dire que l'électricité des énergies renouvelables est toujours la première à être achetée. Cela interfère radicalement avec tout le marché libre de la production d'électricité générale, et influence la compétition des générateurs 'traditionnels' dans le secteur de l'électricité. Ceci peut être problématique pour les gouvernements qui souhaitent maximiser la concurrence sur les marchés.

## Quotas
Un mécanisme de quotas, permet aux gouvernements d'obtenir des engagements d'une compagnie d'approvisionnement en électricité ou des consommateurs en imposant qu'une partie de électricité produite le soit avec des sources d'énergie renouvelable. Des compagnies qui n'arrivent pas à atteindre l'engagement doivent payer des pénalités proportionnées à la quantité d'électricité qu'elles n'ont pas produit conformément à leur engagement. Le dispositif agit en créant un marché de l'électricité, permettant la concurrence parmi les producteurs d'énergie renouvelables pour satisfaire les besoins de ce marché. Le fondement théorique en est que la concurrence dans ce marché entraînera une réduction des coûts pour produire de l'électricité renouvelable et réduira ainsi au minimum les coûts pour le consommateur.
Le marché permet à un gouvernement de fixer la capacité qui est exigée, et laisse le marché en définir le coût. Le niveau des pénalités permet au gouvernement de fixer une limite supérieure aux prix appliqués au consommateur.
Le mécanisme est en place dans un certain nombre d'États des É.-U. aussi bien qu'en Angleterre, en Italie et en Belgique entre autres pays européens. Aux mécanismes de quotas, les États-Unis ajoutent l'application intermittente d'un crédit d'impôt fédéral en aide à la production.

### Avantages
Les producteurs sont en concurrence pour des contrats, et cela entraîne une réduction des coûts dans le cadre d'un dispositif qui sait restituer ces gains au consommateur. Théoriquement, cela signifie que les prix à la consommation sont réduits au minimum.

### Désavantages
- Risque accru : dans la pratique, les producteurs sont exposés à des risques considérables, comme le risque concernant le volume (vu qu'il n'y a pas de la garantie qu'ils pourront vendre toute leur électricité), le prix (dépendant du marché de l'électricité et des certificats commercialisables), l'équilibrage des coûts (dépendant de l'intermittence de la production) et la réglementation (le retrait des mesures politiques peut complètement détruire le marché). Ces problèmes entraînent une augmentation des besoins en capitaux, et par conséquent du coût global de production, ayant pour résultat une augmentation du prix pour les consommateurs.
- Efficacité dynamique : le mécanisme tend à soutenir seulement les technologies qui sont immédiatement utilisables. Les technologies en dehors du dispositif sont susceptibles de devenir de moins en moins concurrentielles, et condamnées à ne jamais sortir de l'ombre. Ceci peut s'avérer moins efficace à long terme. Une solution est de proposer en dehors du dispositif, des aides et des subventions, pour limiter le coût global des énergies renouvelables.

### Les contrats
Le gouvernement impose aux compagnies d'approvisionnement d'accepter l'électricité des producteurs d'énergie renouvelable qui ont signé des contrats avec le gouvernement. Les producteurs gagnent ces contrats en participant à un processus d'adjudication concurrentielle, organisé par le gouvernement ou un intermédiaire désigné. Historiquement, la concurrence a habituellement lieu dans le cadre d'une technologie homogène, c'est-à-dire, telle que les offres ne sont comparées qu'entre les producteurs utilisant la même technologie. Par exemple, éolien contre éolien. Essentiellement, ceci signifie qu'il y a  habituellement, différents appels d'offres simultanés pour chaque technologie. D'une façon générale, les offres les mieux placées se voient attribuer des contrats si elles répondent à tous les critères établis par le gouvernement. Les exemples d'un tel mécanisme incluent dans la pratique l'engagement de carburant du non-fossile en Angleterre (NFFO), la condition de l'énergie alternative de l'Irlande (AER) et EOLE en France.
Un tel mécanisme est également utilisé au Québec afin de développer la production d'électricité éolienne, la cogénération à la biomasse et la petite hydraulique, de moins de 50 MW. Ainsi, le gouvernement a confié à Hydro-Québec Distribution le mandat d'acheter à long terme 3 500 MW d'électricité éolienne dans le cadre de trois appels d'offres lancés en 2003, en 2005 et en 2009,. Les contrats signés entre les promoteurs privés et le distributeur public d'électricité ont généralement une durée de 20 ans et sont renouvelables.

### Crédits d'impôts à la production
Les crédits d'impôts à la production soutiennent l'introduction des énergies renouvelables en permettant aux compagnies qui investissent dans les énergies renouvelables d'amortir simultanément cet investissement avec d'autres investissements. Un CIP peut être employé comme dispositif central pour l'appui des énergies renouvelables en tant qu'élément d'un dispositif national ou régional, ou il peut être employé pour soutenir d'autres mécanismes, tels que des quotas. Des crédits d'impôts de production ont été offerts au niveau fédéral aux États-Unis. Ainsi, à la fin de l'année 2008, le Congrès américain a voté la poursuite de la politique d'incitation fiscale pour la production d'énergies renouvelables : il s'agit d'un montant de 18 milliards de dollars d'aides et crédits d'impôts en faveur des ménages et des entreprises qui investissent dans le solaire et l'éolien. Cette politique s'avère plus efficace dans les États qui fournissent également une autre forme de soutien, le plus notamment un mécanisme de quotas.

#### Avantages
Ils se sont avérés stimuler la capacité quand ils sont associés à des mécanismes de quotas. Ils peuvent offrir aux producteurs une stabilité appréciable quand ils sont ainsi utilisés, réduisant l'incertitude et donc les frais financiers en découlant.

#### Désavantages
Dans la pratique, ils tendent à être vulnérables dans le contexte de conflits politiques au sujet de leur maintien à long terme.
Les crédits d'impôts tendent à limiter l'investissement dans les énergies renouvelables, dans les grandes compagnies avec un portefeuille significatif, contre lesquelles ils peuvent amortir les crédits d'impôts qu'ils gagnent.